# Вахандаря
Вахандаря (в горното течение – Вахджир) (на персийски: وخان‌دریا, на таджикски: Вахондарё) е река в североизточната част на Афганистан, лява съставяща на Пяндж (лява съставяща на Амударя). Дължината ѝ е 220 km. Река Вахандаря води началото си под името Вахджир от ледника Вревски в най-източната част на планината Хиндукуш на 4629 m н.в. в провинция Бадахшан, в близост до границите на Афганистан с Китай и Пакистан. В района на село Баз Гумбак се слива с идващата отдясно река Каракия и вече под името Вахандаря тече на запад в дълбока и тясна долина между Ваханския хребет (част от планината Памир) на север и главния хребет на планината Хиндукуш на юг. В района на афганското село Аб Гарх, на 2796 m н.в. се слива с идващата отдясно река Памир и двете заедно дават началото на река Пяндж, лява съставяща на Амударя.